# Gmina Novi Bečej
Gmina Novi Bečej (serb. Opština Novi Bečej / Општина Нови Бечеј) – gmina w Serbii, w Wojwodinie, w okręgu środkowobanackim. W 2018 roku liczyła 22 563 mieszkańców.